# Radosław Nowakowski
Radosław Nowakowski (* 1955 in Kielce) ist ein polnischer Autor, Übersetzer, Verleger und Schlagzeuger.
Nowakowski studierte Architektur an der Technischen Universität Krakau. Er spielte Schlagzeug in der Band Osjan und arbeitete auch mit anderen Musikern (u. a. Włodzimierz Kiniorski) und Gruppen, insbesondere dem Orkiestra Świętokrzyska, zusammen. Er ist Gründer des Verlages Liberatorium. Dort erscheinen ausschließlich seine eigenen Werke, wobei er vom ersten Entwurf bis zum Binden jedes Buch selbst fertigt. Die meisten seiner zwanzig Bücher sind in Polnisch, Englisch und Esperanto geschrieben und erschienen in insgesamt etwa 200 nummerierten Exemplaren.
Seine Bücher wurden auf Ausstellungen polnischer Buchkunst in Warschau, Kielce, Posen, Krakau, Leipzig, Düsseldorf, Sofia, Den Haag und Palo Alto, bei der 4th ArtistBook International in New York (1997), beim Wexford Book Art Festival (1996, 1997, 1998) und der The Artist’s Book Fair London (1998) gezeigt und befinden sich in Sammlungen u. a. der Biblioteka Narodowa Warschau, der Bibliotheken der Universität Łódź und der Stanford University, des Buchkunstmuseums in Łódź, des Wexford Arts Centre sowie in in- und ausländischen privaten Sammlungen. Vom polnischen Kultusministerium wurde er mit der silbernen Gloria-Artis-Medaille für kulturelle Verdienste ausgezeichnet.

## Weblink
- Liberatorium